# Gehenna (együttes)
A Gehenna norvég black/szimfonikus black/death metal együttes. 1993-ban alakultak Stavangerben. Sanrabb, Dolgar és Sir Vereda voltak az alapító tagok. Sir Vereda az első demójuk megjelentetése után kilépett a zenekarból, helyére Dirge Rep került. Közülük ma már csak Sanrabb szerepel a mai napig az együttesben. Első nagylemezüket 1994-ben adták ki.

## Tagok
- Sanrabb - basszusgitár, gitár, ének, billentyűk
- Skinndød - gitár
- Slátrarinn - dob
- Byting - basszusgitár

## Diszkográfia
- First Spell (1994)
- Seen Through the Veils of Darkness (1995)
- Malice (1996)
- Admiron Black (1998)
- Murder (2000)
- WW (2005)
- Unravel (2013)